# Критська література
Середньовічні твори свідчать про те, що новогрецька мова почала формуватися ще в 10-му столітті, з одним з перших творів, яким є епічна поема Дігеніс Акрітас. Проте, перші літературні твори, які були достатньо вагомими, щоб вважатись «сучасною грецькою літературою» були написані на критському діалекті протягом 16-го століття у венеціанському Криті.
Критський Ренесанс поема Еротокрітос, безсумнівно, є шедевром критської літератури, і найвищим досягненням сучасної грецької літератури. Це романтична робота, написана близько 1600 року Вінчентзосом Корнаросом (1553—1613). У більш ніж 10 000 римованих рядків поет описує випробування і страждання двох молодих коханців, Еротокрітоса і Аретуси, дочки Геракла, короля Афін. Це була казка, яка користувалася величезною популярністю серед її грецьких читачів.
Інший великий представник критської літератури був Георгіос Чортаціс і його найвідоміша робота була Ерофілямі, яка характеризувалася Костісом Паламасом як перша робота сучасного грецького театру. Інші вистави включають в себе Корнароса, Sacrifice of Abraham Корнароса, Panoria і Katsourbos Чортаціса, Fortounatos Маркоса Антонія Фосколоса, King Rodolinos Андреаса Троілоса, Stathis і Voskopoula невідомих авторів. Протягом цього періоду виникло багато театральних жанрів, таких як трагедії, комедія, пастирські та релігійними п'єси.
Розквіт критської школи був майже припинений Оттоманським захопленням острова наприкінці 17-го століття.
Багато грецьких авторів включили критські літературні елементи в своїх роботах. Серед цих авторів були Нікос Казантзакис, який був відомий своїм літературним внеском, написаним переважно стандартною грецькою. Його «Капітан Міхаліс» — написаний у 19-му столітті на острові Крит — відрізняється використанням багатьох критських грецьких слів та ідіом, популярність книги робить їх широко відомими іншим грекам.